# Платиналантан
Платиналантан — бинарное неорганическое соединение
платины и лантана
с формулой LaPt,
кристаллы.

## Получение
- Сплавление стехиометрических количеств чистых веществ:

{\displaystyle {\mathsf {Pt+La\ {\xrightarrow {1800^{o}C}}\ LaPt}}}

## Физические свойства
Платиналантан образует кристаллы
ромбической сингонии,
пространственная группа C mcm,
параметры ячейки a = 0,3974 нм, b = 1,1042 нм, c = 0,4555 нм, Z = 4,
структура типа борида хрома CrB
.
Соединение конгруэнтно плавится при температуре ≈1800°С  (≈1330).